# 8416 Okada
8416 Okada è un asteroide della fascia principale. Scoperto nel 1996, presenta un'orbita caratterizzata da un semiasse maggiore pari a 2,1531063 UA e da un'eccentricità di 0,1951048, inclinata di 3,31370° rispetto all'eclittica.